# 드루 다우티
드루 다우티(영어: Drew Doughty, 1989년 12월 8일~)는 캐나다의 아이스하키 선수로. 포지션은 수비수이다. 현재 내셔널 하키 리그(NHL)의 로스앤젤레스 킹스에서 뛰고 있다.

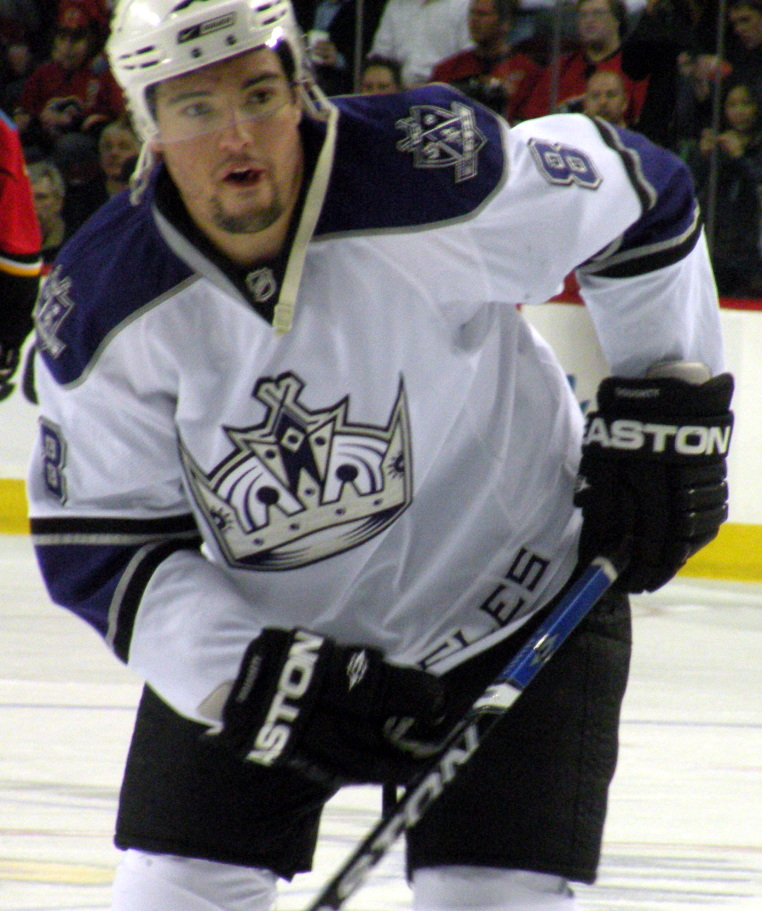
2009년 4월 NHL 첫 시즌 당시의 다우티

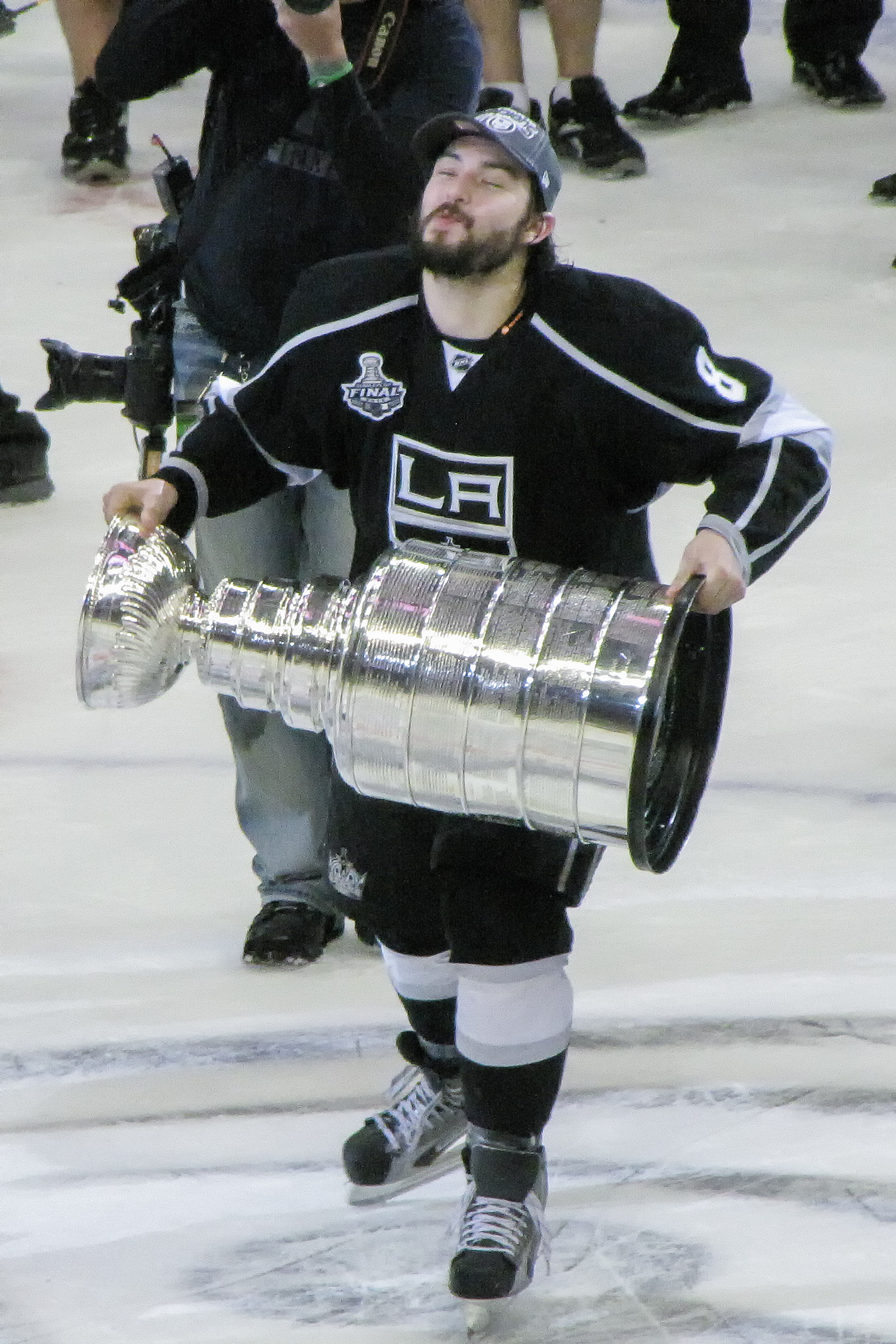
2012년 6월 스탠리 컵을 들고 있는 다우티

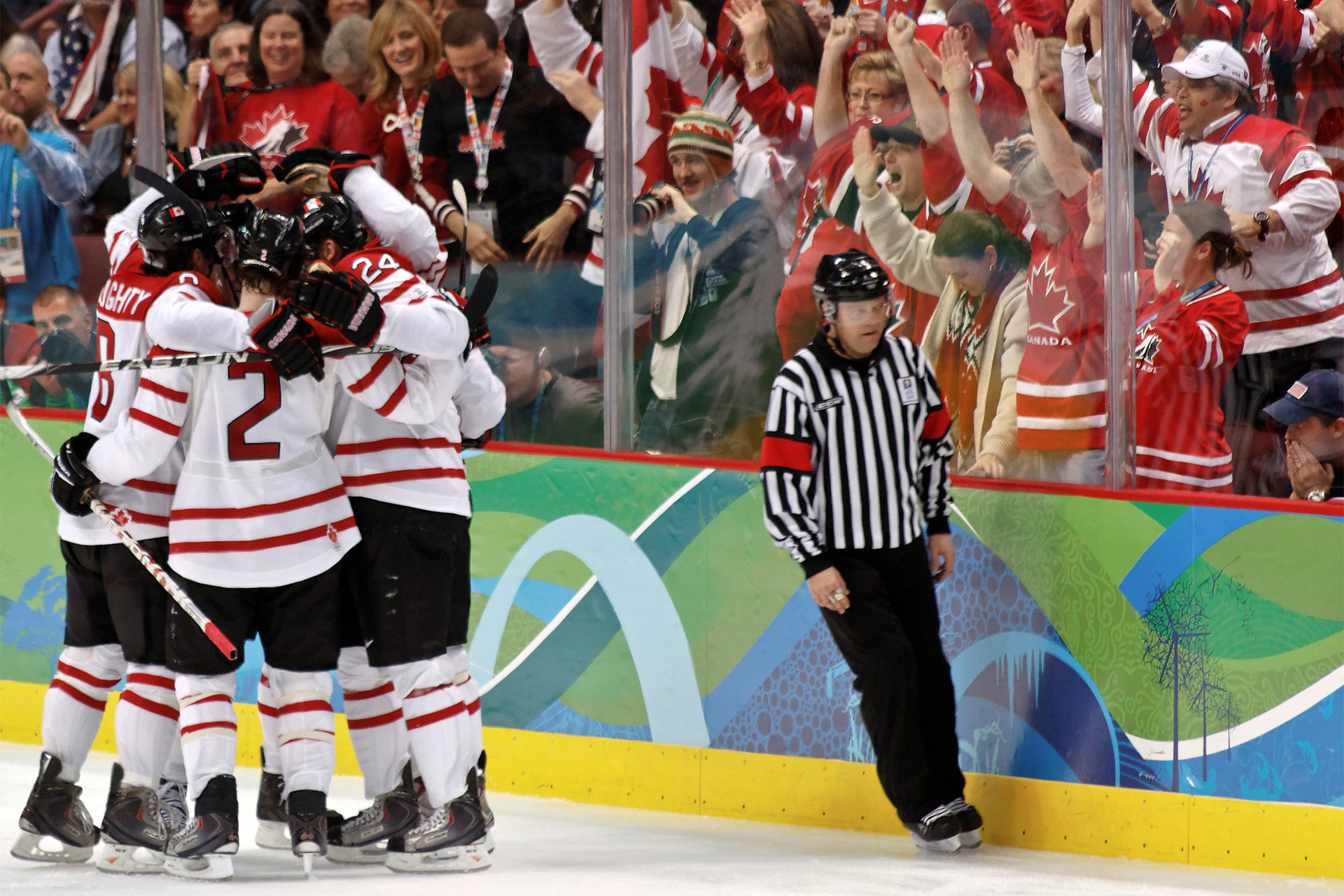
2010년 동계 올림픽 우승 확정 직후 동료들과 기뻐하는 중인 다우티(왼쪽, 6번)